# 風になって (［Alexandros］の曲)
『風になって』（かぜになって）は、[Alexandros]の楽曲。2021年3月17日にユニバーサルミュージックから1作目のベスト・アルバム『Where's My History?』の収録曲として発売された。本曲のハーフサイズのみのバージョンを『風になって (1 Half ver.)』として2020年12月2日に先行配信された。

## 概要
- 作詞・作曲はボーカルの川上洋平、編曲は[Alexandros]とTakashi Sazeが担当した。
- 本曲は、SUBARU「XV」のCMソングとして書き下ろされた[5]。
- 本曲のMVが2021年3月17日に公開され[6]、同MV内でメンバーが搭乗している自動車はタイアップと同じくSUBARUの自動車を使用している[7][注 1]。更に、同MVがドラムスの庄村聡泰が「局所性ジストニア」により勇退[8]前の4人体制最後のMVとなった[9]。
- 2021年3月17日に自身初のベスト・アルバム『Where's My History?』の収録曲として初収録され[3]、同作への収録に先駆け、2020年12月2日に本曲のハーフサイズのみのバージョンを『風になって (1 Half ver.)』として先行配信された[4]。

## 収録作品

### シングル
- デジタルシングル『風になって (1 Half ver.)』

### アルバム
- ベスト・アルバム『Where's My History?』